# Tour da Indonésia
O Tour da Indonésia é uma carreira ciclista profissional por etapas da Indonésia.
A sua primeira edição em 2004 foi amador mas já desde a criação dos Circuitos Continentais da UCI em 2005 começou a fazer parte do UCI Asia Tour, dentro da categoria 2.2 (última categoria do profissionalismo).
Depois de não disputar entre os anos 2012 ao 2017, a carreira regressou ao calendário UCI Asia Tour de 2018 baixo a categoria 2.1.

## Palmarés
| Ano                              | Vencedor          | Segundo                  | Terceiro                |
| -------------------------------- | ----------------- | ------------------------ | ----------------------- |
| edição amador                    |                   |                          |                         |
| 2004                             | Nathan Dahlberg   | Amin Saryana             | Wong Ngai Ching         |
| edições profissionais            |                   |                          |                         |
| 2005                             | Hossein Askari    | Paul Griffin             | Vjatsjeslav Djaditsjkin |
| 2006                             | David McCann      | Vjatsjeslav Djaditsjkin  | Mostafa Seyed-Rezaei    |
| 2007 edição não realizada        |                   |                          |                         |
| 2008                             | Ghader Mizbani    | Amir Zargari             | Hossein Jahabanian      |
| 2009                             | Mehdi Sohrabi     | Ghader Mizbani           | Andrey Mizourov         |
| 2010                             | Herwin Jaya       | Abdullah Fatahillah      | Eddy Hollands           |
| 2011                             | Eric Sheppard     | Christoph Springer       | Chan Chun Hing          |
| 2012-2017 edições não realizadas |                   |                          |                         |
| 2018                             | Ariya Phounsavath | Peerapol Chawchiangkwang | Jokin Etxabe            |
| 2019                             | Thomas Lebas      | Angus Lyons              | Jeroen Meijers          |

## Palmarés por países
| País          | Vitórias |
| ------------- | -------- |
| Irão          | 3        |
| Indonésia     | 1        |
| Nova Zelândia | 1        |
| Irlanda       | 1        |
| Austrália     | 1        |
| Laos          | 1        |
| França        | 1        |